# Viljandi
Viljandi (németül: Fellin, lengyelül: Felin) város Dél-Észtországban, Viljandi megye székhelye.
Első említése 1283-ból való, ekkor kapott városi rangot. A középkor folyamán hosszú ideig a Kardtestvérek rendjének székhelyeként szolgált. A településen alapították meg 1878-ban az egyik leghíresebb észt újságot, a Sakalát.

## Népessége
| Lakosok száma | 17 473 | 17 868 | 17 602 | 17 549 | 17 711 | 17 525 | 17 104 | 16 875 | 17 353 | 17 255 |
|               | 2011   | 2012   | 2014   | 2015   | 2017   | 2018   | 2020   | 2021   | 2023   | 2024   |

## Történelme
1211 tavaszán a Kardtestvérek megkísérelték Fellin fellegvárának elfoglalását. Az erőd előtti első csatában a védőknek sikerült súlyos veszteségek árán visszaverni a támadókat. Az ostromlók tornyot építettek, a vizesárkot feltöltötték fával és rágördítették a tornyot. Onnan lándzsákat dobáltak, és számszeríjjal lőttek a védőkre. Az észtek megpróbálták felgyújtani a tornyot. Az ostromlóknak sikerült áttörniük az egyik falat, de mögötte volt egy másik. A támadók öt nap alatt nem tudták bevenni az erődöt, a hatodik napon tárgyalni kezdtek. Mivel a várban vízhiány volt, a védők hajlandóak voltak békét kötni az ostromlókkal. De csak a papokat engedték be az erődbe, akik állítólag szenteltvízzel hintették meg az erődöt, házakat, férfiakat és nőket. A védők előkelői fiait túszként magával víve a német hadsereg visszavonult.
Fellin első ostroma (1211) után a helyi törzsekkel kötött megállapodások tették lehetővé, hogy az erődben a Kardtestvérek lovagjai és kíséretük állomásozzon. Az erőd továbbra is a keresztesek és az oroszok érdekszférájának határán állt, így az együttélés nem volt konfliktus mentes. 1223. január 29-én a helyiek rátámadtak a németekre, és válogatás nélkül megölték a kereskedőket, papokat, katonákat és lovagokat. Az elfoglalt erődöt orosz segítséggel megerősítették. A feldühödött németek – a rigai püspök és a Kardtestvérek vezetésével – számos segédcsapattal augusztusban Fellin alá vonultak és több mint két héten át ostromolták a várat. A győzelmet számukra a várban elfogyó élelem és ivóvíz hozta meg. A védők egy részét és orosz szövetségeseiket kivégzik a győztesek, a megkeresztelkedett helybéliek megmenekülnek a haláltól – de elveszítik minden ingóságukat. Fellin erődje az egyik legfontosabb erőddé lesz a Kardtestvérek Német Lovagrendbe tagozódása után. Mindenkori parancsnoka egyike a Lovagrend hat tagú tartományi vezetésének.
A Német Lovagrend Livón tartomány mestere, Wilhelm von Nindorf (Wilken von Endorp, Wilhelm Schurborg) (1282–1287) 1283-ban városi jogot adott Viljandi-nak.

## Képgaléria

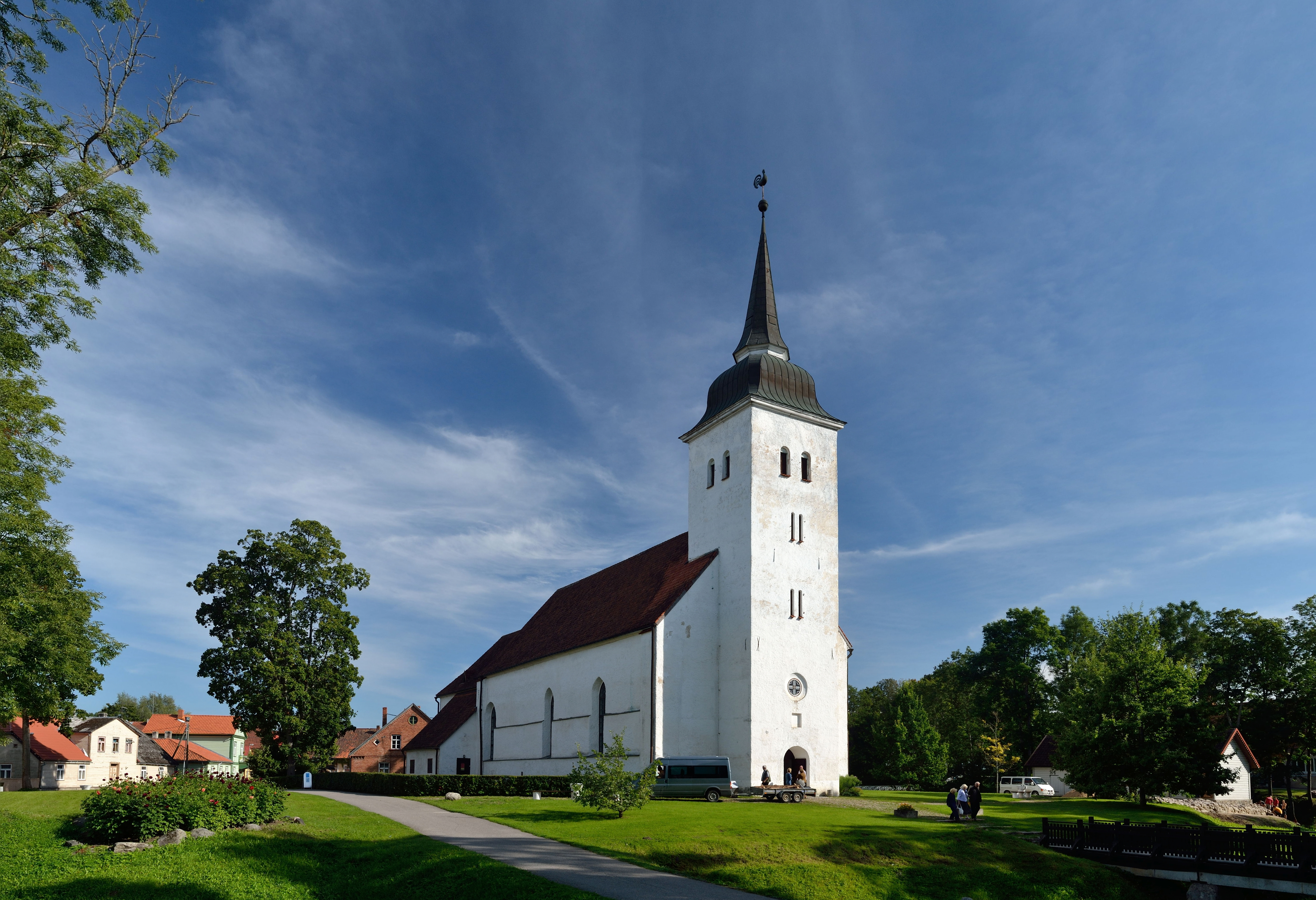
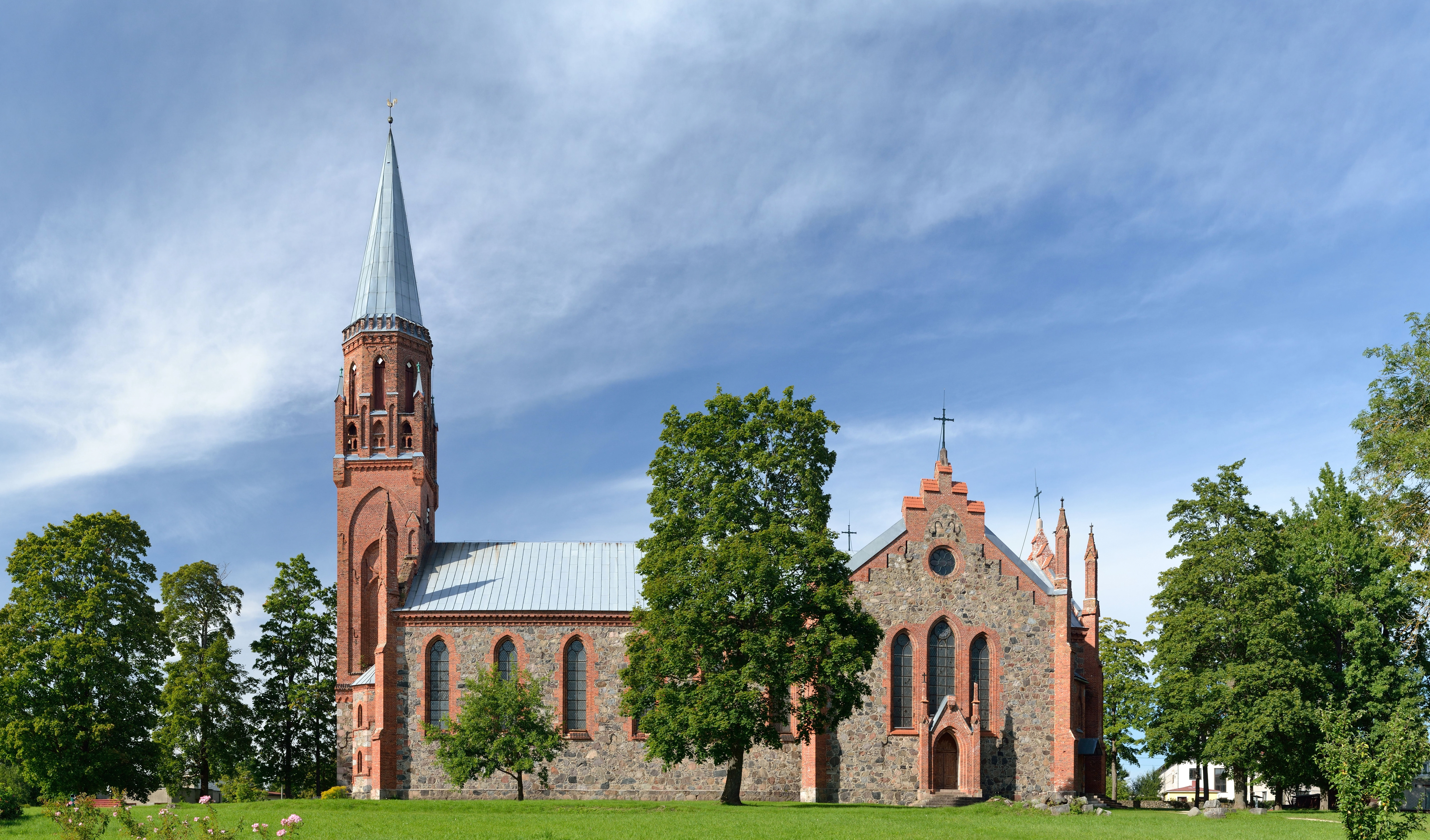
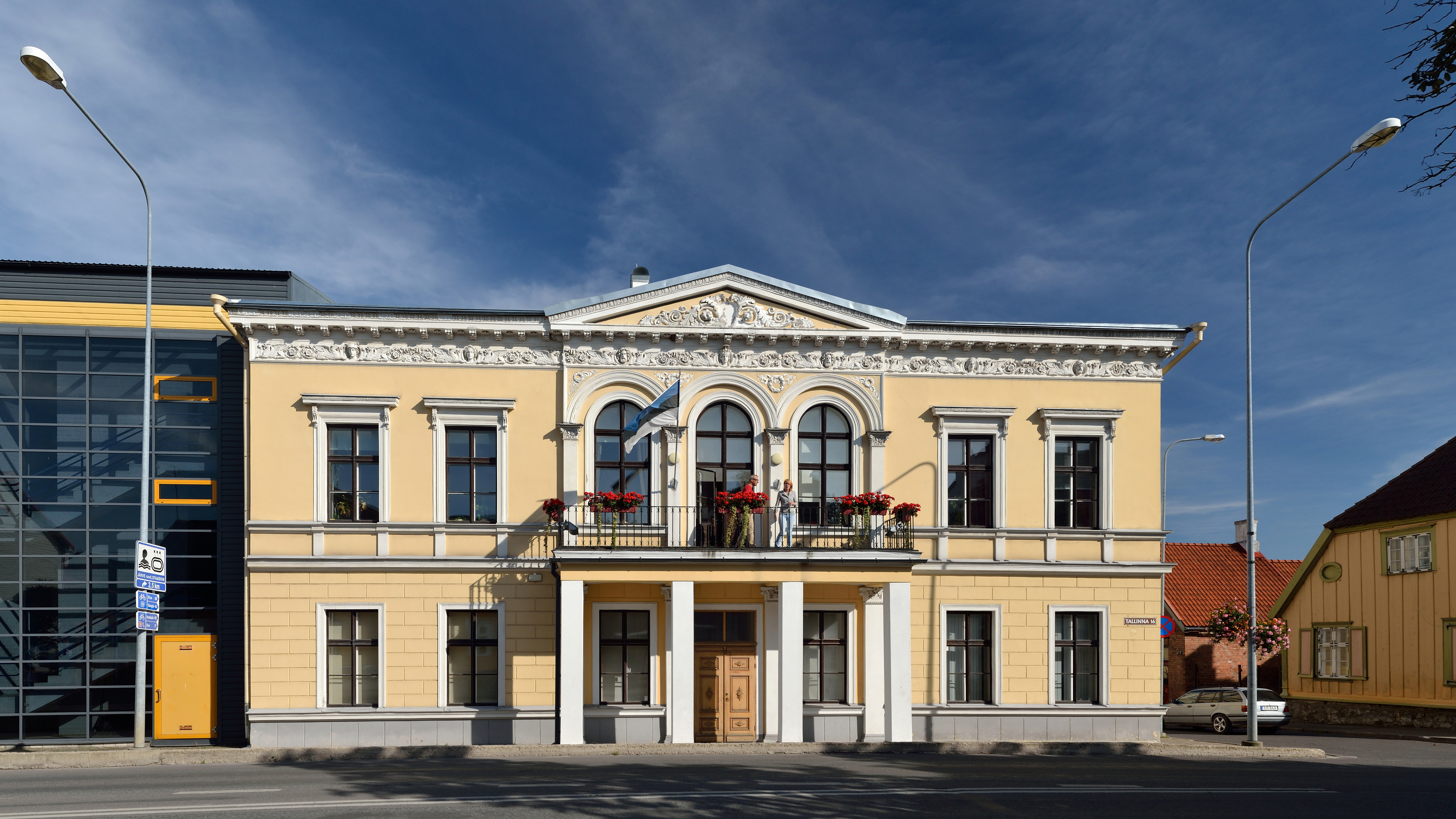
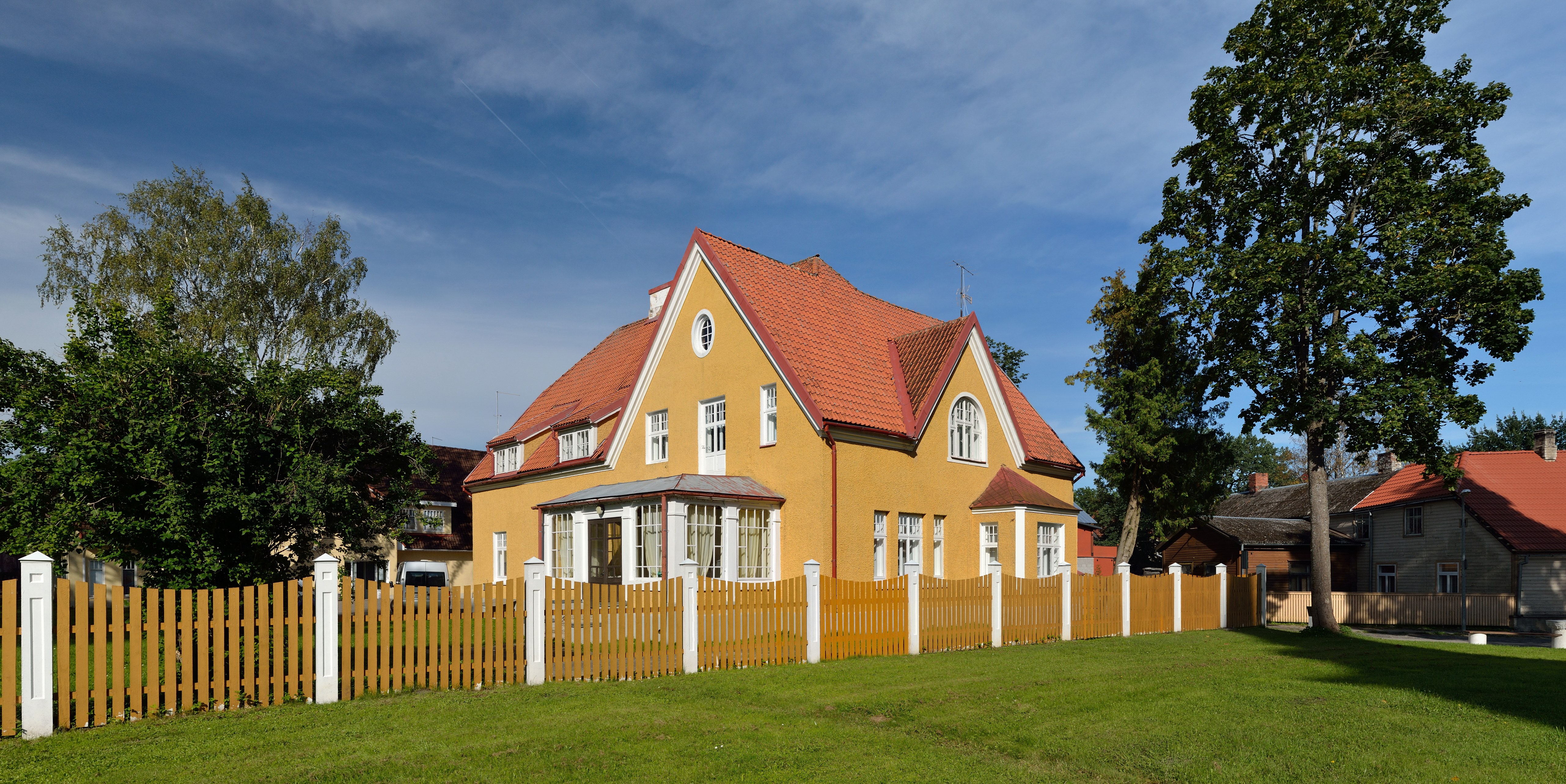